# Gunter Beier
Gunter Beier (Altenburg, Alemania, 2 de marzo de 1942) es un gimnasta artístico alemán medallista de bronce olímpico en 1968 en el concurso por equipos.

## Carrera deportiva
En los JJ. OO. de México 1968 gana la medalla de bronce en el concurso por equipos, tras Japón y la Unión Soviética, siendo sus compañeros de equipo: Matthias Brehme, Gerhard Dietrich, Siegfried Fülle, Klaus Köste y Peter Weber. 